# 鐮子坑口金古祠
24°13′19″N 120°43′26″E / 24.221895°N 120.723975°E
鐮子坑口金古祠，是位於臺灣臺中市豐原區鐮村里的土地祠，以鳥居上掛著寫有「自力更生」的匾額著名。

## 歷史沿革
鐮村里的土地公廟中，有巴洛克式建築的後山腳土地公廟、設立日式鳥居的金古祠與金陵祠，均為1930年代台灣日治時期鐮子坑口受日本、歐洲風潮影響的產物。望山文化工作室白棟樑，評論此三座廟連成一氣，別具歷史意義。其中金陵祠位在豐興路、鐮村路的交界處，近潭子，是台灣清治時期開墾先民所建。其名稱由來是因早年該地盛產甘蔗、菸葉等高經濟作物，稱做「金谷」的同音。
原設在庄尾的金古祠於1926年遭人毀損，直到1928年由仕紳林慶通、曾盛方等集資擴建，之後1932年還豎立鳥居，並掛上書寫「自力更生」的匾額。該匾為豐原郡守宗藤大陸所提。當時管理當地的區總代林慶通，在匾後表誌寫道：「遷慶落成既平且安，郡守訓遺自力更生，願惠庶民鑑此崢嶸…」，期待百姓勤奮努力。林慶通亦為金陵祠的地主，在大正時代被士紳公推以修建豐原慈濟宮。
接受豐原市圖書館委託的白棟樑，在對台中縣土地公廟作田野調查時，發現此祠的石燈籠已震毀並丟在一旁，石燈座也被攤販當成工作檯使用。他認為該廟具有昭和十年的碑、匾，很有文化價值，也為毀壞的石燈籠到可惜。2000年3月2日，台中縣文化局長洪慶峰來此視察後，表示文化局已徵得豐原市公所主秘蘇國治、鐮村里長吳辰雄同意，會將石燈運到文化中心保存，再擇期整修。

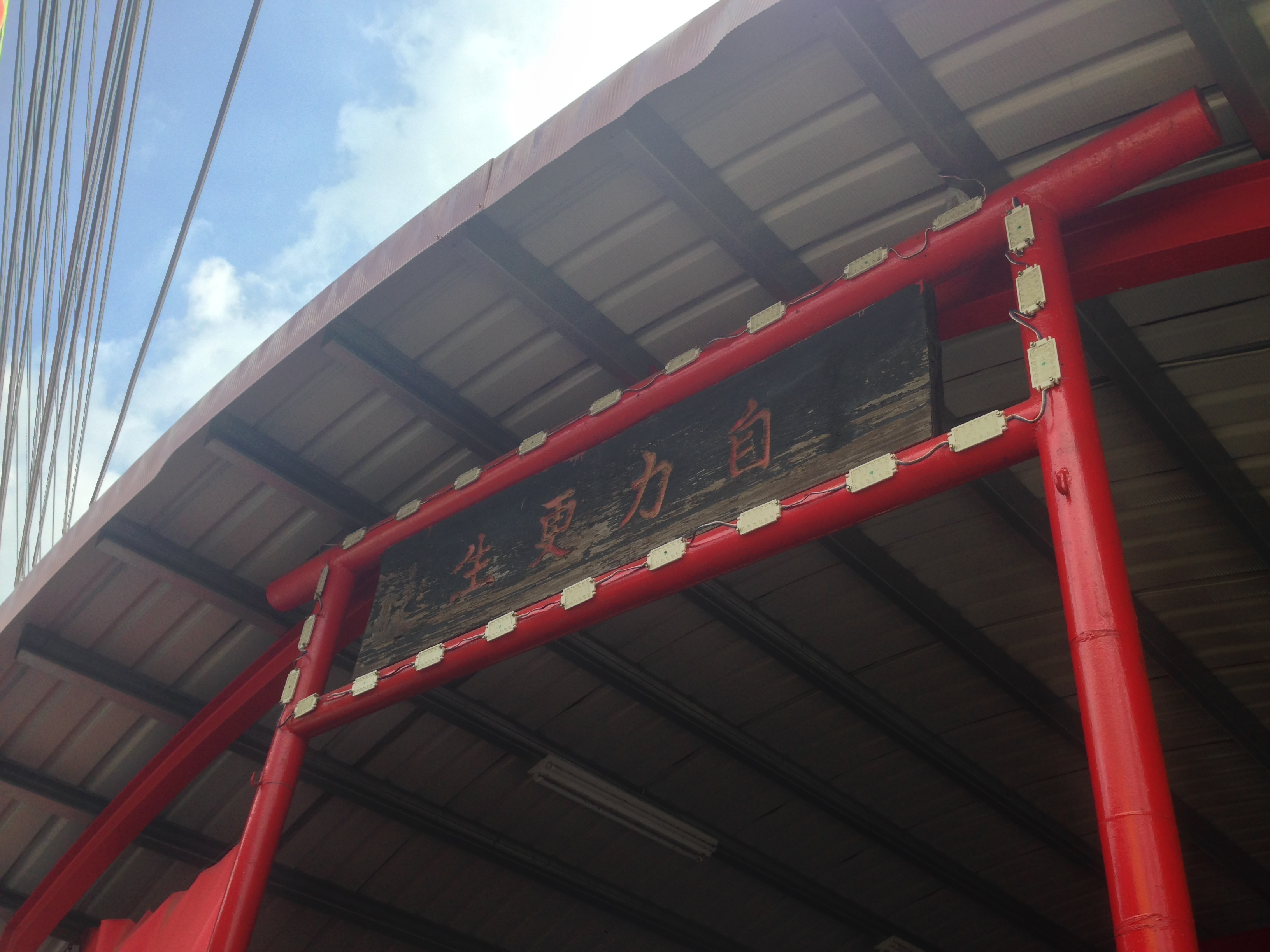
金古祠匾額

重修福德祠碑記的石碑，在2007年報導時已鑲嵌在廟後的榕樹樹幹裡。當地人認為日治時期土地祠被破壞的事件，導致人畜不安、五穀歉收，所以修護後虔誠祭拜。此外，鳥居上的匾額用詞奇特，會有過路客好奇詢問廟旁的麵攤，為何神明叫人家自力更生以及質疑是否還有人來拜等問題。麵攤老闆娘表示，耆老都覺得此匾額寫得頗有道理，畢竟農村靠勞動活口，認為除了神明保佑，自己也得努力。